# Tascina dalattensis
Tascina dalattensis is een vlinder uit de familie Castniidae. De soort komt voor in Vietnam.
De wetenschappelijke naam van de soort werd in 2000 gepubliceerd door Fukuda.